# Snaha o upoutání pozornosti
Snaha o upoutání pozornosti, nebo také vyhledávání pozornosti, (anglicky attention seeking) označuje chování, jehož cílem je upoutat pozornost okolí. Lidé mohou vyhledávat pozornost jak pozitivním, tak negativním způsobem, a to bez ohledu na skutečné přínosy či škody pro jejich zdraví. V souladu s výzkumem a dynamickým modelem seberegulace v rámci narcismu je motivace k vyhledávání pozornosti považována za projev sebeuvědomění a externalizace osobnosti, spíše než za vnitřně řízené chování. Snaha o upoutání pozornosti často pramení z ohrožení sebepojetí a potřeby sociálního přijetí. Tento faktor může vést ke ztrátě osobní autonomie, rozvoji poruch osobnosti a vzorcům chování s nimi spojeným.
Snaha o upoutání pozornosti je v některých situacích sociálně přijatelná. Vyhledávání pozornosti může být v určitých kontextech, například v herectví (snaha vyniknout na jevišti) či marketingu, adaptivní strategií. Nadměrná snaha o upoutání pozornosti však často signalizuje hlubší poruchu osobnosti a může vést k obtížím v mezilidských vztazích. Jednou ze strategií používaných pedagogy a odborníky na behaviorální analýzu k eliminaci nežádoucího snahy o upoutání pozornosti je cílené ignorování.

## Příčiny snahy o upoutání pozornosti
Mezi rizikové faktory vedoucí k tomuto chování patří osamělost, žárlivost, nízké sebevědomí, narcismus, odmítnutí a sebelítost. Jako jedna z hlavních motivací k vyhledávání pozornosti je potřeba potřeba validace. Jednou z oblastí, kde snaha o vyhledávání pozornosti vyvolává obavy, je školní prostředí. Vyhledávání pozornosti by nemělo být zaměňováno s impulzivním nebo rušivým chováním spojeným s ADHD.